# Vernonia attenuata
Vernonia attenuata là một loài thực vật có hoa trong họ Cúc. Loài này được (Wall.) DC. miêu tả khoa học đầu tiên năm 1836.